# Heja Goliat!
Heja Goliat! är en svensk animerad komedifilm från 1945 i regi av Berndt Åke. Filmen premiärvisades 13 augusti 1945. Kortfilmen visar Goliat Svensson som somnar vid sin radio och i en dröm gör succé i en fotbollslandskamp.